# Fenacemide
La fenacemide è un farmaco anticonvulsivante derivato dall'urea ed appartenente ad una categoria molto eterogenea di sostanze denominate ossazolidindioni. Sebbene il farmaco abbia una catena lineare caratterizzata da diversi gruppi di acetilurea, allo stato cristallino la molecole adotta una conformazione pseudociclica che la rende molto simile a quella della difenilidantoina e di altri composti eterociclici di tipo anticonvulsivante.

## Farmacocinetica
Dopo somministrazione orale la fenacemide viene rapidamente assorbita dal tratto gastro-enterico.Viene metabolizzata nel fegato a p-idrossi fenacemide e ad altri metaboliti inattivi i quali, con il p-idrossi derivato, vengono escreti nelle urine.

L'effetto di una singola dose di fenacemide dura 5 ore.

## Tossicologia
Nel topo la dose letale per via orale è di 5,4 mmol/kg. Nel ratto, è di 10 mmol/kg. Nell'uomo la dose letale minima è di 5 g.

## Usi clinici
La fenacemide viene utilizzata nel trattamento delle gravi forme di epilessia, quali ad esempio convulsioni psicomotorie refrattarie ad altri tipi di farmaci antiepilettici, anche in ambito pediatrico, in quanto è gravata da un alto potenziale tossico.

## Effetti collaterali
Gli effetti collaterali sono molto gravi e includono: cambiamenti della personalità spesso accompagnati da psicosi acute e tendenze suicide, anemia aplastica, agranulocitosi, leucopenia, nefrite con albuminuria.

Si possono inoltre verificare eventi fatali, generalmente secondari a danni epatici (epatite e ittero colestatico che possono progredire sino a necrosi epatica) ed a danni renali.

Altri effetti indesiderati possono essere anoressia, perdita di peso, sonnolenza, insonnia, cefalea, parestesie, dolori muscolari, rash cutanei, febbre, palpitazioni.

## Dosi terapeutiche
La fenacemide si somministra per via orale. Nell'adulto il dosaggio iniziale è di 500 mg tre volte al giorno.

Dopo circa una settimana di trattamento, se il farmaco risulta ben tollerato, si può aumentare gradualmente la dose fino al raggiungimento del controllo dei sintomi. In genere il dosaggio medio richiesto è di circa 2-3 g/die. Nei bambini la dose consigliata corrisponde alla metà di quella necessaria per un adulto.

## Avvertenze
La fenacemide è un farmaco molto tossico e per tale motivo dovrebbe essere usata esclusivamente quando altri tipi di antiepilettici abbiano fallito nel controllo delle convulsioni.

In ogni caso il medico deve valutare attentamente il rapporto rischio-beneficio e tenere costantemente sotto controllo il paziente al fine di individuare per tempo l'insorgenza di eventuali effetti tossici, soprattutto a livello epatico, ematico, renale e psichico.

In caso di comparsa di tali effetti tossici è imperativo sospendere immediatamente il trattamento.

L'interruzione della somministrazione del farmaco deve però avvenire con gradualità allo scopo di evitare che il paziente possa manifestare un aumento nella frequenza delle convulsioni.

## Sovradosaggio
Il sovradosaggio da fenacemide si caratterizza per la comparsa di eccitamento e psicosi, seguiti da sonnolenza, atassia e coma.

Il trattamento d'urgenza include la lavanda gastrica, l'induzione del vomito ed adeguate misure di supporto.

Prima di procedere con ulteriori trattamenti si dovrebbero valutare attentamente le condizioni psichiche, ematiche, epatiche e renali del paziente.

## Interazioni
Gli effetti tossici della fenacemide sono potenziati dalla somministrazione contemporanea di altri farmaci anticonvulsivanti come ad esempio la mefenitoina, il trimetadione ed il parametadione.

Per somministrazione concomitante di fenacemide e etotoina sono stati rilevati sintomi di paranoia estrema.